# 塔博里奧
塔博里奧（英語：Taborio）是吉里巴斯之塔拉瓦環礁的一個定居點，天主教學校聖心學院就坐落於此。塔博里奧距離該國首都南塔拉瓦以北約13英里（22公里），擁有845名居民。
塔博里奧位於佔地三公頃半的土地上，除了南端連接到努圖埃村的地方。塔博里奧基本上是四面環海或在退潮時被礁泥所包圍。